# جنراليتات بلنثية
جنراليتات بلنثية هي مجموعة المؤسسات التي تمثل الحكم الذاتي لمنطقة بلنثية، وهي إحدى المناطق ذات الحكم الذاتي في إسبانيا.
تتكون هذه المجموعة من البرلمان، والرئيس، والمجلس التنفيذي. كما تُعد من مؤسسات الجنرالية: هيئة مراجعة الحسابات، ومفوض الشكاوى، والمجلس الثقافي الفالنسي، وأكاديمية اللغة الفالنسية، والمجلس الاستشاري القانوني لمنطقة بلنثية، واللجنة الاقتصادية والاجتماعية لمنطقة بلنثية.
يرجع الأصل التاريخي لهذه المؤسسة إلى “نائبة العامة لمملكة بلنثية”، والتي نشأت في النصف الثاني من القرن الرابع عشر، وكانت عبارة عن لجنة مفوضة من البرلمان تتولى إدارة ضريبة تُسمى “الضرائب العامة”، ومن هنا جاءت تسميتها بالجنرالية. وفي سنة 1418، تم تنظيمها وأصبحت هيئة دائمة. كانت تتكون من ستة نواب، اثنين عن كل طبقة من طبقات المجتمع الثلاث (النبلاء، رجال الدين، ممثلو المدن)، وكان يعاونهم عدد من الموظفين مثل: الأمناء، والمديرين، والمحاسبين، وغيرهم.
تم إلغاؤها بموجب مراسيم التنظيم الجديد الصادرة عن الملك فيليب الخامس سنة 1707.
وقد أُعيد إحياء هذه المؤسسة في عام 1982، بعد الموافقة على قانون الحكم الذاتي الخاص بالمنطقة، لكنها تختلف كثيرًا عن “النائبة العامة” التاريخية

## التاريخ
يرجع أصل المجلس العام، المعروف لاحقًا بالجنرالية، إلى اللجان التي كانت تعيّنها المجالس التشريعية لمملكة بلنثية في سنتي 1329 و1342-1343، لجمع الضريبة الاستثنائية التي تمّت الموافقة عليها في تلك المجالس، وكانت هذه اللجان تُحلّ بعد إنجاز مهمتها.
في المجالس التشريعية لعامي 1362-1363، تم إقرار ضريبة جديدة تُعرف باسم “الضرائب العامة”، وسُمّيت كذلك لأنها كانت تُفرض بشكل عام وغير مميّز على جميع سكان المملكة، ومن هنا جاءت تسمية “الجنرالية”. ومن أجل إدارة هذه الضريبة الجديدة التي جاءت لتحلّ محل “التبرع التقليدي”، عيّنت المجالس التشريعية لجنة خاصة بها. ولهذا السبب، يعتبر بعض المؤرخين أن تأسيس المجلس العام يعود إلى هذه الفترة (1362-1364)، رغم أن بنيته الإدارية لم تُثبّت إلا في عام 1404، ولم تصبح مؤسسة دائمة إلا ابتداءً من عام 1418، مع خضوعها لإصلاحات لاحقة في 1419، 1439، 1510، وغيرها.
كان يتكوّن المجلس العام من ستة نواب، اثنين عن كل طبقة من طبقات المجتمع الثلاث: النبلاء، ورجال الدين، وممثلي المدن، وكان يساعدهم مجموعة من الموظفين مثل: أمين الخزينة، والمديرين، والمحاسبين، وغيرهم.
تجاوزت وظائف المجلس العام أو الجنرالية المجال الاقتصادي، وبدأت تأخذ طابعًا سياسيًا، ما أدى في البداية إلى صدام مع مدينة بلنثية، إذ كان حكّامها (الذين يُطلق عليهم المحلّفون) يرون أن الجنرالية تنتزع منهم النفوذ والدور السياسي. ورغم أنهم لم يتمكّنوا من حلّ المؤسسة، فإنهم، ابتداءً من عام 1422، أصبحوا يشغلون مناصب داخلها مثل النائب، وأمين الخزينة، والمدير، والمحاسب.
وحسب ما تم الاتفاق عليه في المجالس التشريعية لعام 1418، كان يتم تجديد أعضاء المؤسسة كل ثلاث سنوات، دون انتظار عقد جلسة جديدة، إذ كان النواب المنتهية ولايتهم هم من يعيّنون خلفاءهم. ولكن الملك، من أجل بسط سيطرته على المؤسسة، فرض عام 1424 أن يكون النائبان الممثلان للمدن من بين المحلّفين في مدينة بلنثية، لأنه هو من كان يعيّنهم، وبذلك ضمن أن يكونوا من رجاله الموثوقين.
وبحلول نهاية القرن الخامس عشر، لم يعد الملك فرناندو الثاني (الملقب بالكاثوليكي) يكترث حتى بالمظاهر الشكلية، فألغى النظام الانتخابي، وعيّن موظفين ملكيين مباشرة لشغل المناصب. لاحقًا، قام بتطبيق نظام القرعة لاختيار النائبين عن طبقة النبلاء، ووضع نظامًا صارمًا للتناوب بين المدن (دون أن يشمل بلنثية) لشغل مناصب النواب عن ممثلي المدن.
بسبب هذا التحكم الملكي، كان للمجلس العام الفالنسي تأثير سياسي أقل من نظيره في كتالونيا، وكان أقل قدرة على معارضة إرادة الملك. وقد اعترف النواب الفالنسيون أنفسهم بذلك سنة 1624، عندما قالوا: «نحن في هذه المملكة لا نملك القوة الكاملة التي يملكها النواب في كتالونيا وأراغون».
ومع تراجع الدور السياسي للمجلس العام، انتقلت مسؤولية الدفاع عن القوانين المحلية وتمثيل المملكة إلى مؤسسة أخرى تُعرف باسم “الطبقات الاجتماعية”، وهي مؤسسة غير واضحة المعالم، تتكوّن من ممثلين عن كل طبقة من الطبقات الثلاث، وكانوا يجتمعون بشكل منفصل في مدينة بلنثية. وبذلك، وحتى نهاية العصر الفئوي، استمرّ الصراع بين الجنرالية والطبقات على تمثيل المملكة خارج المجالس التشريعية.
وفي المجالس التشريعية الأخيرة التي عُقدت عام 1645، تم تقنين الطبقات عبر إنشاء “مجلس المنتخبين عن الطبقات”.
وهكذا، بدأ ضعف مؤسسة الجنرالية منذ القرن السادس عشر، بسبب قوة مضادة نشأت من الطبقات الثلاث: النبلاء، والطبقة العليا في المدن، ورجال الدين. وقد أدّى هذا الانقسام في تمثيل مملكة بلنثية، على عكس ما كان يحدث في أراغون وكتالونيا، إلى تراجع تأثير المملكة، لأنها لم تعد تمتلك صوتًا موحدًا في مواجهة التاج. وبسبب غياب هذا الصوت القوي، كانت كل مطالبة اقتصادية من التاج تُلبّى دون مقاومة، على عكس ما كان يحدث في أراضٍ أخرى من التاج الأراغوني، حيث كانت الانتفاضات المسلحة أمرًا شائعًا.
كما أن انقسام السلطة بين الجنرالية والنبلاء وطبقة النخبة في المدن والكنيسة، أدّى إلى أن كل طرف من هذه الأطراف بدأ بتكوين مؤسساته الخاصة بشكل منفصل، لتقديم الخدمات وبناء الدفاعات، وغير ذلك، مما عزّز من نفوذهم في أراضيهم الخاصة، وخلق مؤسسات تنافس الجنرالية.
ومع هذه التطورات، أصبحت “المجلس العام”، الاسم القديم للجنرالية، مجرّد جهة لتحصيل الضرائب التي كانت تُسلّم للمؤسسات التابعة للطبقات، وبالتالي لم تعد تمثّل مملكة بلنثية، التي أصبحت بلا قيادة موحدة.
وفي النهاية، تم إلغاء المجلس العام، كما أُلغيت باقي مؤسسات مملكة بلنثية، سنة 1707، نتيجة إصدار الملك فيليبي الخامس “مرسوم التنظيم الجديد”، أثناء حرب الخلافة.

## الجنرالية الديمقراطية
بعد الموافقة على قانون الحكم الذاتي لمنطقة بلنثية في عام 1982، حصلت المؤسسات الجديدة للحكم الذاتي على اسم “الجنرالية الفالنسية”، رغم أنها كانت كيانًا مختلفًا تمامًا عن نظيرها في العصور الوسطى والعصر الحديث.
وفي سنة 2006، ومع تعديل قانون الحكم الذاتي، تم حذف النسبة “الفالنسية” وكذلك ما يقابلها باللغة الإسبانية، وأصبحت التسمية الرسمية الوحيدة هي الاسم باللغة الفالنسية: “الجنرالية”

## مؤسسات الجنرالية (الحكم الذاتي) في بلنثية

### السلطة التنفيذية
مجلس الجنرالية (ويسمى رسميًا الكونسيل دي لا جنراليطات) يتكوّن من رئيس (وهو نفسه رئيس الجنرالية)، ونائب أو نواب للرئيس حسب الحاجة، وعدد من المستشارين (يسمّون “الكونسيليرس”).
يتولى هذا المجلس السلطة التنفيذية والتنظيمية (في المجالات التي يختص بها)، كما يدير إدارة الحكم الذاتي في بلنثية.
ويخضع لتنظيم قانون الحكم الذاتي لمنطقة بلنثية وقانون الحكومة الفالنسية.